# Барбадос на летних Олимпийских играх 1984
Барбадос принимал участие в Летних Олимпийских играх 1984 года в Монреале (Канада) в четвёртый раз за свою историю, пропустив Летние Олимпийские игры 1980 года, но не завоевал ни одной медали. Сборную страны представляли 16 спортсменов, из них 3 женщины.

## Результаты

### Бокс
| Спортсмен      | Весовая категория | 1/16 финала                    | 1/8 финала           | Четвертьфинал        | Полуфинал            | Финал                | Место |
| Спортсмен      | Весовая категория | Соперник Результат             | Соперник Результат   | Соперник Результат   | Соперник Результат   | Соперник Результат   | Место |
| -------------- | ----------------- | ------------------------------ | -------------------- | -------------------- | -------------------- | -------------------- | ----- |
| Эд Поллард     | до 57 кг          | Раджабу Хуссейн Танзания П 0:5 | Завершил выступления | Завершил выступления | Завершил выступления | Завершил выступления | 17    |
| Эдвард Неблетт | до 75 кг          | Вирджил Хилл США П TKO         | Завершил выступления | Завершил выступления | Завершил выступления | Завершил выступления | 17    |

### Велоспорт
Трековые гонки
Индивидуальный спринт — Чарльз Пиле завершил выступления после второго раунда.
| Спортсмен   | Дисциплина  | Время   | Место |
| ----------- | ----------- | ------- | ----- |
| Чарльз Пиле | Гит, 1000 м | 1:10,56 | 19    |

### Лёгкая атлетика
Мужчины
| Спортсмен                                           | Дисциплина         | Первый раунд | Первый раунд | Первый раунд | Четвертьфинал        | Четвертьфинал        | Четвертьфинал        | Полуфинал            | Полуфинал            | Полуфинал            | Финал                 | Финал                 |
| Спортсмен                                           | Дисциплина         | Время        | Место        | Итог         | Время                | Место                | Итог                 | Время                | Место                | Итог                 | Время                 | Место                 |
| --------------------------------------------------- | ------------------ | ------------ | ------------ | ------------ | -------------------- | -------------------- | -------------------- | -------------------- | -------------------- | -------------------- | --------------------- | --------------------- |
| Энтони Джонс                                        | 100 м              | 10,69        | 5            | 43           | Завершил выступления | Завершил выступления | Завершил выступления | Завершил выступления | Завершил выступления | Завершил выступления | Завершил выступления  | Завершил выступления  |
| Джон Майерс                                         | 200 м              | 21,70        | 3            | 46           | 21,46                | 7                    | 27                   | Завершил выступления | Завершил выступления | Завершил выступления | Завершил выступления  | Завершил выступления  |
| Элвис Форде                                         | 400 м              | 45,47        | 2            | 2            | 45,60                | 3                    | 13                   | 45,32                | 6                    | 9                    | Завершил выступления  | Завершил выступления  |
| Давид Пелитье                                       | 400 м              | 46,57        | 2.           | 29.          | 46,48                | 8.                   | 28.                  | Завершил выступления | Завершил выступления | Завершил выступления | Завершил выступления  | Завершил выступления  |
| Ричард Луис                                         | 400 м              | 46,70        | 4            | 32           | Завершил выступления | Завершил выступления | Завершил выступления | Завершил выступления | Завершил выступления | Завершил выступления | Завершил выступления  | Завершил выступления  |
| Джон Майерс Хамил Гримс Клайд Эдвардс Энтони Джонс  | Эстафета 4 х 100 м | 40,47        | 4            | 13           |                      |                      |                      | 40,18                | 7                    | 11                   | Завершили выступления | Завершили выступления |
| Ричард Луис Давид Пелитье Клайд Эдвардс Элвис Форде | Эстафета 4 х 400 м | 3:03,31      | 1            | 2            |                      |                      |                      | 3:03,89              | 4                    | 6                    | 3:01,60               | 6                     |

Женщины
| Спортсменка    | Дисциплина | Четвертьфинал | Четвертьфинал | Четвертьфинал | Полуфинал              | Полуфинал              | Полуфинал              | Финал                  | Финал                  |
| Спортсменка    | Дисциплина | Время         | Место         | Итог          | Время                  | Место                  | Итог                   | Время                  | Место                  |
| -------------- | ---------- | ------------- | ------------- | ------------- | ---------------------- | ---------------------- | ---------------------- | ---------------------- | ---------------------- |
| Карлон Блекман | 400 м      | 54,26         | 6             | 22            | Завершилиа выступления | Завершилиа выступления | Завершилиа выступления | Завершилиа выступления | Завершилиа выступления |
| Шэрил Блекман  | 400 м с/б  | 1:01,19       | 6             | 24            | Завершилиа выступления | Завершилиа выступления | Завершилиа выступления | Завершилиа выступления | Завершилиа выступления |

### Парусный спорт
| Спортсмены               | Класс    | Регата | Регата | Регата | Регата | Регата | Регата | Регата | Очки  | Место |
| Спортсмены               | Класс    | 1      | 2      | 3      | 4      | 5      | 6      | 7      | Очки  | Место |
| ------------------------ | -------- | ------ | ------ | ------ | ------ | ------ | ------ | ------ | ----- | ----- |
| Брюс Бэйли Говард Палмер | Звёздный | 22,0   | 24,0   | 22,0   | (26,0) | 24,0   | 20,0   | 21,0   | 133,0 | 19    |

### Плавание
Мужчины
| Гарри Возняк | 200 м баттерфляй | 2:13,17 | 7 | 32 | Завершил выступления | Завершил выступления | Завершил выступления | Завершил выступления | Завершил выступления | Завершил выступления |
| Гарри Возняк | 200 м комплекс   | 2:22,49 | 6 | 37 | Завершил выступления | Завершил выступления | Завершил выступления | Завершил выступления | Завершил выступления | Завершил выступления |
| Гарри Возняк | 400 м комплекс   | 4:53,87 | 6 | 19 | Завершил выступления | Завершил выступления | Завершил выступления | Завершил выступления | Завершил выступления | Завершил выступления |

### Синхронное плавание
| Спортсменка  | Дисциплина | Квалификация          | Квалификация          | Квалификация           | Квалификация | Квалификация | Финал                 | Финал                  | Финал                  |
| Спортсменка  | Дисциплина | Техническая программа | Техническая программа | Произвольная программа | Сумма        | Сумма        | Техническая программа | Произвольная программа | Произвольная программа |
| Спортсменка  | Дисциплина | Очки                  | Место                 | Очки                   | Очки         | Место        | Очки                  | Очки                   | Место                  |
| ------------ | ---------- | --------------------- | --------------------- | ---------------------- | ------------ | ------------ | --------------------- | ---------------------- | ---------------------- |
| Чемен Синсон | Соло       | 79,584                | 33                    | 87,60                  | 167,184      | 11           | Завершила выступления | Завершила выступления  | Завершила выступления  |